# Henry Way Kendall

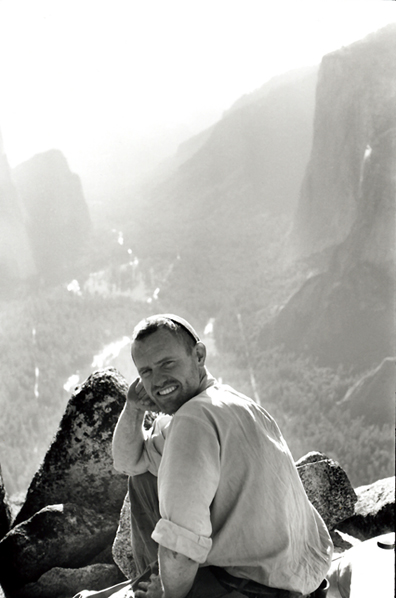
Henry W. Kendall im Yosemite Valley

Henry Way Kendall (* 9. Dezember 1926 in Boston; † 15. Februar 1999 in Wakulla Springs State Park, Florida) war ein US-amerikanischer Physiker und Nobelpreisträger.

## Leben
Kendall wurde an der Ostküste der USA in Boston geboren und wuchs in einer kleinen Stadt außerhalb auf. Sein Vater Henry P. Kendall (1878–1959) war ein erfolgreicher Industrieller, seine Mutter Evelyn Way Kendall stammte aus Kanada.
Henry Kendall langweilte sich in der Schule und war an mechanischen, chemischen und elektrischen Fragen interessiert. Außerdem war er gerne in der Freien Natur unterwegs. Er besuchte ab 1940 die Deerfield Academy in Deerfield, Massachusetts, und ab 1945 die US Merchant Marine Academy, wonach er im Winter 1945/46 auf einem Truppentransporter im Atlantik fuhr. Er studierte ab 1946 am Amherst College in Massachusetts und erhielt dort 1950 einen Bachelor-Abschluss in Mathematik. Nebenbei managte Kendall, der ein begeisterter Taucher war, im Sommer mit einem Freund ein kleines Bergungs- und Tauchunternehmen. Anschließend studierte er auf Drängen von Karl Compton, der ein Freund der Familie war, ab 1950 Physik am Massachusetts Institute of Technology und promovierte dort 1955 bei Martin Deutsch. In seiner Dissertation untersuchte er Positronium und versuchte erfolglos, die Lamb-Shift nachzuweisen. Als Post-Doc forschte er zwei Jahre am Brookhaven National Laboratory und danach in der Gruppe von Robert Hofstadter an der Stanford University und nutzte deren Teilchenbeschleuniger SLAC, damals noch ein Linearbeschleuniger von 300 Fuß Länge. Dort begann seine Zusammenarbeit mit seinen späteren Ko-Nobelpreisträgern Jerome I. Friedman und Richard E. Taylor an Hochenergiestreuexperimenten von Elektronen an Protonen und Kernen. Am SLAC arbeitete er auch mit Wolfgang Panofsky zusammen. Ab den 1960er Jahren wechselte er an das Massachusetts Institute of Technology (MIT) und arbeitete dort bis zum Ende seiner wissenschaftlichen Laufbahn. In den tiefinelastischen Elektronenstreuexperimenten am SLAC zeigte er mit seinen Kollegen Ende der 1960er und Anfang der 1970er Jahre die Existenz von zuvor von Murray Gell-Mann und anderen postulierten Quarks (und fanden auch erste Hinweise auf Gluonen) als punktförmige Streuzentren in Nukleonen.
Kendall wurde 1990 zusammen mit Jerome I. Friedman und Richard E. Taylor der Nobelpreis für Physik verliehen: Sie waren die Ersten, die mit ihren Experimente den Nachweis von Quarks erbracht hatten. Bereits 1981 hatte Kendall den Leo Szilard Lectureship Award und 1989 den Friedman und Taylor den Panofsky-Preis erhalten.
Kendall war seit 1982 Mitglied der American Academy of Arts and Sciences und seit 1992 der National Academy of Sciences. Er war Mitbegründer und langjähriger Vorsitzender der Union of Concerned Scientists. Im Jahre 1985 wurde er Fellow der American Physical Society. Er war Mitglied der JASON Defense Advisory Group. Kendall war ein passionierter Fotograf und Bergsteiger. Er kletterte viel im Yosemite Valley, aber auch in den Anden, dem Himalaya und der Antarktis. 2012 wurde er in die Hall of Fame des American Alpine Club aufgenommen. Er veröffentlichte Bücher über Tauchen und Unterwasserfotografie. Außerdem war er begeisterter Felskletterer, Bergsteiger und Bergfotograf.
Kendall starb am 15. Februar 1999 an einer schweren Unterleibsblutung während einer Tauchexpedition in Unterwasserhöhlen im Wakulla Springs State Park in Florida.

## Schriften
- Kendall, Panofsky The structure of the proton and neutron, Scientific American, Juni 1971